# Campeonato Gaúcho de Futebol de 2023 - Série B
O Campeonato Gaúcho de Futebol - Série B de 2023 foi a 22ª edição do terceiro nível do futebol gaúcho. A competição, organizada pela Federação Gaúcha de Futebol, foi disputada por dezesseis equipes entre os meses de setembro e dezembro e garantiu o acesso à Série A2 de 2024 ao campeão e vice-campeão da competição.

## Fórmula de Disputa
Em julho foi realizado o congresso técnico da competição, definindo a fórmula de disputa:
- 1ª Fase: Consiste na divisão das equipes em quatro grupos constituídos de forma regionalizada, em que haverá confrontos em turno e returno dentro dos grupos. Classificam-se para a fase seguinte os dois melhores times dos grupos:
Grupo A: Cruz Alta, Elite, Santo Ângelo e São Borja
Grupo B: Cruzeiro-RS, Futebol com Vida, Real e Riopardense 
Grupo C: Gramadense, Igrejinha, Novo Horizonte e Sapucaiense
Grupo D: Farroupilha, Rio Grande, Riograndense e São Paulo-RS

- 2ª, 3ª e 4ª Fases: Consistem em jogos eliminatórios disputados em ida e volta, com o mando de campo da segunda partida será do time com melhor aproveitamento técnico acumulado.
- Acesso: Recebem vaga para a Série A2 de 2024 os clubes que forem classificados para a 4ª fase (finais).

## Primeira Fase

### Grupo A
|  |                                      |
|  | Equipes classificadas à Segunda Fase |

NOTA ^ : Por determinação do TJD-RS, o Elite perdeu seis pontos por escalação irregular de jogador. 

### Grupo B
|  |                                      |
|  | Equipes classificadas à Segunda Fase |

### Grupo C
|  |                                      |
|  | Equipes classificadas à Segunda Fase |

### Grupo D
|  |                                      |
|  | Equipes classificadas à Segunda Fase |

## Fase final
Em itálico, as equipes que possuem o mando de campo no primeiro jogo do confronto e em negrito as equipes classificadas.
|  | Quartas de final   | Quartas de final   | Quartas de final   | Quartas de final   |   |                  | Semifinais          | Semifinais          | Semifinais          | Semifinais          |  |             | Final              | Final              | Final              | Final              |  |  |
|  | 4 a 12 de novembro | 4 a 12 de novembro | 4 a 12 de novembro | 4 a 12 de novembro |   |                  | 19 a 26 de novembro | 19 a 26 de novembro | 19 a 26 de novembro | 19 a 26 de novembro |  |             | 3 e 10 de dezembro | 3 e 10 de dezembro | 3 e 10 de dezembro | 3 e 10 de dezembro |  |  |
|  |                    |                    |                    |                    |   |                  |                     |                     |                     |                     |  |             |                    |                    |                    |                    |  |  |
|  | Gramadense         | 1                  | 4                  | 5                  |   |                  |                     |                     |                     |                     |  |             |                    |                    |                    |                    |  |  |
|  | Cruz Alta          | 0                  | 0                  | 0                  |   |                  |                     |                     |                     |                     |  |             |                    |                    |                    |                    |  |  |
|  | Cruz Alta          | 0                  | 0                  | 0                  |   | Gramadense       | 0                   | 0                   | 0                   |                     |  |             |                    |                    |                    |                    |  |  |
|  |                    |                    |                    |                    |   | Gramadense       | 0                   | 0                   | 0                   |                     |  |             |                    |                    |                    |                    |  |  |
|  |                    | Cruzeiro-RS        | 1                  | 1                  | 2 |                  |                     |                     |                     |                     |  |             |                    |                    |                    |                    |  |  |
|  | Cruzeiro-RS        | Cruzeiro-RS        | 1                  | 1                  | 2 | 0                | 2                   | 2                   |                     |                     |  |             |                    |                    |                    |                    |  |  |
|  | Cruzeiro-RS        |                    |                    |                    |   | 0                | 2                   | 2                   |                     |                     |  |             |                    |                    |                    |                    |  |  |
|  | São Paulo-RS       | 0                  | 1                  | 1                  |   |                  |                     |                     |                     |                     |  |             |                    |                    |                    |                    |  |  |
|  | São Paulo-RS       | 0                  | 1                  | 1                  |   |                  |                     |                     |                     |                     |  | Cruzeiro-RS | 1                  | 1                  | 2                  |                    |  |  |
|  |                    |                    |                    |                    |   |                  |                     |                     |                     |                     |  | Cruzeiro-RS | 1                  | 1                  | 2                  |                    |  |  |
|  |                    | Futebol com Vida   | 0                  | 1                  | 1 |                  |                     |                     |                     |                     |  |             |                    |                    |                    |                    |  |  |
|  | Riograndense       | Futebol com Vida   | 0                  | 1                  | 1 | 0                | 0                   | 0                   |                     |                     |  |             |                    |                    |                    |                    |  |  |
|  | Riograndense       |                    |                    |                    |   | 0                | 0                   | 0                   |                     |                     |  |             |                    |                    |                    |                    |  |  |
|  | Futebol com Vida   | 2                  | 4                  | 6                  |   |                  |                     |                     |                     |                     |  |             |                    |                    |                    |                    |  |  |
|  | Futebol com Vida   | 2                  | 4                  | 6                  |   | Futebol com Vida | 2                   | 1                   | 3                   |                     |  |             |                    |                    |                    |                    |  |  |
|  |                    |                    |                    |                    |   | Futebol com Vida | 2                   | 1                   | 3                   |                     |  |             |                    |                    |                    |                    |  |  |
|  |                    | Igrejinha          | 0                  | 2                  | 2 |                  |                     |                     |                     |                     |  |             |                    |                    |                    |                    |  |  |
|  | São Borja          | Igrejinha          | 0                  | 2                  | 2 | 0                | 2                   | 2                   |                     |                     |  |             |                    |                    |                    |                    |  |  |
|  | São Borja          |                    |                    |                    |   | 0                | 2                   | 2                   |                     |                     |  |             |                    |                    |                    |                    |  |  |
|  | Igrejinha          | 4                  | 1                  | 5                  |   |                  |                     |                     |                     |                     |  |             |                    |                    |                    |                    |  |  |